# Ито, Мику
Мику Ито (яп. 伊藤美来 Ито: Мику, род. 12 октября 1996, Токио) — японская певица и сэйю.

## Биография
Мику Ито родилась 12 октября 1996 года в Токио. Своё желание стать сэйю Ито объяснила возможностью одновременно быть радиоведущим, певцом и актёром озвучивания, а источником вдохновения назвала токусацу Kamen Rider и Super Sentai. В 2012 году успешно прошла прослушивание и устроилась на работу в агентство Style Cube. В 2013 году Ито дебютировала как сэйю в компьютерной игре The Idolmaster Million Live!. В апреле того же года Мику присоединилась к группе StylipS, после ухода из неё Юй Огуры и Каори Исихары, где сразу приняла участие в записи песни «Prism Sympathy» для аниме Fate/kaleid liner Prisma Illya. 
В 2014 году Ито впервые озвучила главную героиню аниме — ей была доверена роль Нанако Усами в сериале Locodol. В 2015 году вместе с членом StylipS Моэ Тоётой стала выступать в дуэте под названием Pyxis. С 2016 года Ито начала параллельную сольную карьеру — первым её синглом стала песня «Awa to Berbene», релиз которой состоялся в день двадцатилетия певицы. Песня сумела на протяжении двух недель удерживаться в топе чарта Oricon, где её наивысшей позицией стало 20-е место. Первый сольный альбом Мику Suisai ~aquaveil~ был издан 11 октября 2017 года, его наивысшей позицией в чарте Oricon стало 23-е место.
В 2019 году Ито получила приз сэйю Grajapa! Award от издательства Shueisha. 

## Дискография

### Синглы
| Название                                                                           | Дата выпуска    | Наивысшая позиция в чарте Oricon |
| ---------------------------------------------------------------------------------- | --------------- | -------------------------------- |
| Awa to Berbene (яп. 泡とベルベーヌ Ава то Бэрубэ:ну)                               | 12 октября 2016 | 20                               |
| Shocking Blue                                                                      | 3 мая 2017      | 20                               |
| Mamoritaimono no tame ni (яп. 守りたいもののために Маморитай моно но тамэ ни)      | 21 февраля 2018 | 26                               |
| Koi ha Movie (яп. 恋はMovie Кой ва му:ви)                                          | 15 августа 2018 | 21                               |
| Hirameki Heartbeat (яп. 閃きハートビート Хирамэки ха:тоби:то)                      | 16 января 2019  | 15                               |
| Plunderer                                                                          | 12 февраля 2020 | 19                               |
| Kokou no Hikari Lonely dark (яп. 孤高の光 Lonely dark Коко: но хикари Ронри да:ку) | 17 июня 2020    | 7                                |

### Альбомы
| Название                                  | Дата выпуска    | Наивысшая позиция в чарте Oricon |
| ----------------------------------------- | --------------- | -------------------------------- |
| Suisai ~aquaveil~ (яп. 水彩 〜aquaveil〜) | 11 октября 2017 | 23                               |
| PopSkip                                   | 24 июля 2019    | 12                               |
| Rhythmic Flavor                           | 23 декабря 2020 | 39                               |

## Фильмография

### Аниме-сериалы
2013
- Chronicles of the Going Home Club — Судзаку
- Wanna Be the Strongest in the World[англ.] — Юхо Мотидзуки

2014
- Locodol[англ.] — Нанако Усами
- The Comic Artist and His Assistants[англ.] — Сахоно Асису

2015
- Ani Tore! EX[англ.] — Асами Хоси
- Million Doll[англ.] — Марико
- Yuri Kuma Arashi — Катюша Акаэ
- Re-Kan![англ.] — Наруми Иноуэ

2016
- Mahou Shoujo Nante Mouiidesukara[англ.] — Мафую Синоки
- Handa-kun — Майко Мори

2017
- Chain Chronicle: Light of Haecceitas[англ.] — Лилит
- Armed Girl’s Machiavellism — Ноно Модзуноно
- Action Heroine Cheer Fruits[англ.] — Ан Акаги

2018
- BanG Dream! Girls Band Party! Pico — Кокоро Цурумаки
- Sword Art Online: Alicization — Френика Чески

2019
- BanG Dream! (сезон 2) — Кокоро Цурумаки
- The Quintessential Quintuplets — Мику Накано
- How Clumsy you are, Miss Ueno[англ.] — Ёмоги Танака

2020
- Nekopara — Мейпл
- Majutsushi Orphen — Фиэна
- Gleipnir[англ.] — Нана Мифунэ
- BanG Dream! (сезон 3) — Кокоро Цурумаки
- Princess Connect! Re:Dive — Коккоро
- Assault Lily Bouquet — Юри Хитоцуянаги
- Adachi and Shimamura — Хогэцу Симамура

2021
- Suppose a Kid from the Last Dungeon Boonies Moved to a Starter Town — Филло Хинон
- The Quintessential Quintuplets (сезон 2) — Мику Накано
- How Not to Summon a Demon Lord (сезон 2) — Лумакина Уэселия
- Aquatope of White Sand[англ.] — Кукуру Мисакино

2023 год
- Spy Classroom — Грета

### OVA
- Fragtime[англ.] — Мисудзу Моритани